# Клоуда, Петер
Петер Клоуда (словац. Peter Klouda; род. 1 июня 1978 года, Попрад, Чехословакия) — словацкий хоккеист, центральный нападающий.

## Карьера
Выступал за ХК «Пухов», «Квебек Ремпартс» (QMJHL), ХК «Попрад», МсХК «Жилина», ХКм «Зволен», ХК «Пардубице», ХК «Эребру», «Слован» (Братислава).
В составе национальной сборной Словакии провел 4 матча.
Серебряный призер чемпионата Словакии (2004, 2005, 2011), бронзовый (2003).
Лучший бомбардир Словацкой экстралиги 2010 (57 очков).